# Cosmetra neka
Cosmetra neka is een vlinder uit de familie bladrollers (Tortricidae). De wetenschappelijke naam voor deze soort is voor het eerst geldig gepubliceerd in 2009 door Razowski & Brown.
De soort komt voor in tropisch Afrika.